# Comuna Drăgușeni, Botoșani
Drăgușeni este o comună în județul Botoșani, Moldova, România, formată din satele Drăgușeni (reședința), Podriga și Sarata-Drăgușeni.

## Demografie
Componența etnică a comunei Drăgușeni
     Români (91,37%)
     Alte etnii (8,63%)
Componența confesională a comunei Drăgușeni
     Ortodocși (90,92%)
     Alte religii (0,42%)
     Necunoscută (8,66%)
Conform recensământului efectuat în 2021, populația comunei Drăgușeni se ridică la 3.360 de locuitori, în creștere față de recensământul anterior din 2011, când fuseseră înregistrați 2.556 de locuitori. Majoritatea locuitorilor sunt români (91,37%). Din punct de vedere confesional, majoritatea locuitorilor sunt ortodocși (90,92%), iar pentru 8,66% nu se cunoaște apartenența confesională.

## Politică și administrație
Comuna Drăgușeni este administrată de un primar și un consiliu local compus din 13 consilieri. Primarul, Eugen Nechita[*], de la Partidul Social Democrat, este în funcție din 2016. Începând cu alegerile locale din 2024, consiliul local are următoarea componență pe partide politice:
|  | Partid                          | Consilieri | Componența Consiliului | Componența Consiliului | Componența Consiliului | Componența Consiliului | Componența Consiliului | Componența Consiliului | Componența Consiliului | Componența Consiliului |
|  | ------------------------------- | ---------- | ---------------------- | ---------------------- | ---------------------- | ---------------------- | ---------------------- | ---------------------- | ---------------------- | ---------------------- |
|  | Partidul Social Democrat        | 8          |                        |                        |                        |                        |                        |                        |                        |                        |
|  | Alianța Dreapta Unită           | 2          |                        |                        |                        |                        |                        |                        |                        |                        |
|  | Partidul Național Liberal       | 2          |                        |                        |                        |                        |                        |                        |                        |                        |
|  | Alianța pentru Unirea Românilor | 1          |                        |                        |                        |                        |                        |                        |                        |                        |